# 秃里
秃里，契丹语官名。又译为吐里、秃鲁。辽朝、金朝管理边疆诸部族、部落的官职，掌理部落词讼和访察背叛、防查违法之事。
辽朝亦常称“奚秃里”、“奚六部秃里”、“奚秃里太尉”等。《辽史·萧拔剌传》：开泰（1012—1021）年间“累迁奚六部秃里太尉。”时执掌不详，据《辽史》任是职者有：耶律敌剌、耶律霞里（以上太祖时）、铁剌、萧思温等人。金制秩从七品，其官署亦称秃里，下有女真司吏、通事各一人。元初沿用。见《金史·百官三·诸秃里》：“诸秃里：秃里一员，从七品，掌部落词讼、防察违背等事。”